# Saint-Martin-la-Campagne
Saint-Martin-la-Campagne là một xã của tỉnh Eure, thuộc vùng Normandie, miền bắc nước Pháp.